# القبة (السياني)

تعديل مصدري - تعديل

القبة محلة تابعة لقرية الخضيراء، التابعة لعزلة عميد الخارج بمديرية السياني إحدى مديريات محافظة إب في الجمهورية اليمنية.، بلغ تعداد سكانها 112 حسب تعداد اليمن لعام 2004.